# King Digital Entertainment
King, även känt som King Digital Entertainment, är ett svenskt företag som utvecklar datorspel för webben, mobiltelefoner (iOS, Android, Windows Phone), Facebook och Windows 10. King slog igenom som spelföretag efter att ha släppt pusselspelet Candy Crush Saga 2012. Spelet ses som det första framgångsrika spelet enligt freemium-modellen. King köptes upp av Activision Blizzard i februari 2016 för 5,9 miljarder dollar.

## Historia
King startades 2003 av svenskarna Lars Markgren, Patrik Stymne, Thomas Hartwig och Sebastian Knutsson som alla tidigare varit anställda vid Spray och som alla gick in med egna pengar i King. Medgrundare var även italienaren Riccardo Zacconi som blev Kings vd. Spray drabbades hårt vid IT-kraschen och grundarna av King valde medvetet att bygga bolaget annorlunda än deras tidigare arbetsgivare gjort några år tidigare. Man väntade med både investeringar och anställningar tills företaget börjat gå med vinst. När framgångarna för King väl kom, så blev det ordentligt. År 2012 släppte de mobilspelet Candy Crush Saga som nära 300 miljoner människor laddade ner. Spelet är gratis men lockar spelare till köp i appen och King drog då in 25 miljoner kronor om dagen.
År 2015 köptes King av speljätten Activision Blizzard för 50 miljarder kronor. Företaget hade då över 400 anställda i Stockholm. Kings fem grundare fick runt en miljard svenska kronor var i samband med att Activision Blizzard tog över deras aktieinnehav. Samma år öppnade man en ny spelstudio i Stockholm för att testa nya och mer experimentella spelkoncept.